# Seconda Lega (pallacanestro)
La Seconda Lega è il quarto livello su 6 del campionato svizzero maschile di pallacanestro. È il primo campionato a livello cantonale. Sono dei campionati gestiti dalle associazioni cantonali. La vincitrice di ogni cantone sfida le altre vincitrici.

## Partecipanti stagione 2013-2014

### ATP
- SAV Vacallo
- SAV Vacallo U23
- Basket Momò
- Basket Arbedo
- SP Star Gordola
- Mendrisio Basket
- DDV Basket
- Basket Muraltese Street
- SP Star Gordola 2